# Natalia Lafourcade
María Natalia Lafourcade Silva, född 26 februari 1984 i Mexico City, är en mexikansk singer-songwriter inom pop-rock-genren. Hon spelar piano och akustisk gitarr.
Natalia Lafourcade växte upp i Coatepec, Veracruz. Hennes musikintresse startade tidigt; redan vid tre års ålder började hon att sjunga, mycket tack vare hennes föräldrars musikalitet. Hon är dotter till den fransk-chilenske musikern Gastón Lafourcade och hennes mor är pianisten María del Carmen Silva Contreras. Hennes farbror är den chilenske författaren Enrique Lafourcade, en representant för den så kallade "Generation of the 50s".

## Diskografi
- Natalia Lafourcade, 2002
- Casa, 2005
- Las 4 estaciones del amor (instrumental), 2007
- Hu Hu Hu, 2009
- Mujer Divina, 2012
- Hasta la Raíz, 2015
- Musas, 2017
- Musas Vol. 2, 2018
- Un canto por México, 2020